# Batman (videogioco 1986)
Batman è un videogioco di azione/avventura in 3D isometrico, pubblicato nel 1986 da Ocean Software per gli home computer ZX Spectrum, Amstrad CPC e MSX.
È il primo videogioco ufficiale sul personaggio di Batman, e diede inizio a una lunga serie di videogiochi di Batman.
In seguito vennero pubblicate anche versioni per Amstrad PCW, per Tatung Einstein e per Enterprise.

## Trama
Batman deve salvare Robin che è stato rapito da Joker ed Enigmista. Per far questo deve recuperare il proprio equipaggiamento e poi raccogliere le sette parti dell'hovercraft Batcraft, sparse in tutta la Batcaverna, qui rappresentata come un labirinto di catacombe. I due supercattivi hanno piazzato una varietà di insoliti scagnozzi e macchinosi ostacoli sul cammino di Batman, ma non compaiono mai di persona nel gioco; sono soltanto nominati nell'introduzione nel manuale cartaceo, come anche Robin.

## Modalità di gioco
Il gameplay si svolge in uno scenario 3D isometrico, suddiviso in stanze a schermata fissa, collegate da porte e altri passaggi a formare un complesso labirinto.
Secondo il manuale ci sono in tutto oltre 150 stanze, sparse su 9 livelli di profondità.
Batman può camminare nelle quattro direzioni (visivamente orientate in diagonale) e, se ne ha acquisito le capacità, saltare e spostare particolari oggetti, raccogliendoli e riposizionandoli nei limiti della stanza. Non è dotato invece di mosse di combattimento.
Le stanze hanno diverse forme quadrate o rettangolari e diversi tipi di decorazioni, e possono contenere anche piattaforme sopraelevate. Si deve affrontare una varietà di ostacoli, a volte con caratteristiche di rompicapo.
Le stanze possono essere pattugliate da diversi tipi di nemici dalle fattezze mostruose, tra cui teste mozze, demoni e strani cani, e se Batman si imbatte in loro perde una vita.
Lo scopo del gioco è raccogliere le sette parti della Batcraft sparse in tutto lo scenario e portarle alla rampa di lancio del veicolo, ma prima è necessario ritrovare anche quattro oggetti dell'equipaggiamento di Batman. Questi oggetti conferiscono effettivamente delle abilità e sono rappresentati da icone in basso a destra che si evidenziano man mano che vengono raccolti. Essi sono i Batboots (stivali) che permettono di saltare, la Batbag (borsa) che permette di spostare oggetti, il Bat-Thruster (propulsore) che consente movimenti orizzontali durante le cadute, e la Batbelt (cintura) che rallenta le cadute.
Altri tipi di power-up che si possono raccogliere sono temporanei e la loro carica rimanente è rappresentata da indicatori numerici in basso a sinistra. Ci sono vite extra, velocità, invulnerabilità, supersalto, e anche un malus che fa perdere tutti gli altri poteri.
Una caratteristica forse unica all'epoca è che, dopo il game over, il gioco permette di ripartire da un punto intermedio in cui Batman aveva raccolto uno dei Bat-Signal sparsi per lo scenario, nelle stesse condizioni in cui si trovava (vite, oggetti raccolti, ecc.), fornendo un'originale alternativa a un sistema di salvataggio.

## Sviluppo
Il programmatore Jon Ritman, appena consegnato il suo Match Day all'editore, fu incoraggiato da David Ward della Ocean Software a visionare il recente Knight Lore della concorrenza, e fu molto colpito dai loro risultati, in particolare dalla grafica 3D a strati sovrapposti. Si mise perciò al lavoro su un gioco isometrico di quel genere.
Bernie Drummond, un conoscente di Ritman appassionato di disegno, fu coinvolto per la grafica. Drummond era novizio nel disegno digitale, e Ritman lo introdusse alla computer grafica fornendogli per lo sviluppo del gioco un programma di disegno da lui stesso realizzato e battezzato Pablo's Paintbrush.
Ritman e Drummond cercarono poi un protagonista famoso per il videogioco. Ritman ricorda che nominò Batman solo come esempio, essendo all'epoca un personaggio televisivo ormai datato, ma Drummond fece notare che su Channel 4 la serie TV Batman degli anni '60 aveva ancora successo, perciò si decise per Batman e si preparò una bozza di animazione del personaggio.
David Ward lo apprezzò molto e l'idea fu approvata. L'altro confondatore della Ocean, Jon Woods, si procurò la licenza per utilizzare Batman della DC Comics, alla sua prima apparizione in un videogioco. Ci arrivò tramite la Universal che a sua volta gestiva la Warner Bros. Woods ricorda che la Warner era restia perché era già in produzione il nuovo film sul personaggio, Batman (uscito poi nel 1989), e non voleva creare confusione, ma la Ocean finì per ottenere la licenza sia sul gioco attuale sia sul futuro gioco tratto dal film (Batman: The Movie).
Assicurati il grafico e la licenza, Ritman cominciò design e programmazione, con ritmi di lavoro molto serrati, anche di 11 ore al giorno. Il motore grafico fu impegnativo e richiese tre mesi. I dettagli del gameplay, come rompicapo e power-up, vennero ideati e raffinati durante lo sviluppo, senza una progettazione preliminare.
A Drummond fu lasciata molta libertà, dando solo la direttiva di creare personaggi di proporzioni non realistiche, 1/3 testa 1/3 corpo e 1/3 gambe, in modo da essere più espressivi.
Anche per gli oggetti, Ritman determinava solo le dimensioni, non curandosi della scala ma solo della chiarezza, e Drummond aveva mano libera nel realizzarli.
Drummond cita come fonte di ispirazione per la grafica il fumettista Neal Adams e un annuario di Batman degli anni '60.
Intenzionalmente non vennero rappresentati nel gioco altri personaggi di Batman, nonostante Robin e due cattivi vengano citati nella trama descritta dal manuale. Ritman non fu coinvolto nella scrittura della trama e probabilmente la vide solo a sviluppo terminato. I cattivi della saga non erano mai stati presenti nella visione degli sviluppatori, perché non si sapeva come utilizzarli efficacemente in quell'ambiente di gioco.
Come veicolo si scelse l'originale Batcraft anziché la ben nota Batmobile per avere piena libertà di design.
Lo sviluppo avvenne inizialmente per lo ZX Spectrum, del quale Ritman utilizzò tutta la memoria fino all'ultimo byte. Le conversioni, almeno sulle piattaforme più note, sono accreditate agli stessi autori e sono praticamente identiche all'originale a parte variazioni di colore, in particolare quella per Amstrad CPC aumentò un po' la varietà cromatica.
La conversione per Amstrad PCW (molto fedele a quella per CPC, a parte la mancanza di joystick e di colore) fu il primo serio gioco d'azione prodotto per quel sistema; la cosa appariva insolita dato che il PCW era visto come macchina da ufficio.

## Accoglienza
| Testata                  | Versione             | Giudizio      |
| ------------------------ | -------------------- | ------------- |
| Computer and Video Games | Spectrum             | 35/40 (somma) |
| Computer and Video Games | Amstrad CPC          | 37/40 (somma) |
| Crash                    | Spectrum             | 93%           |
| Sinclair User            | Spectrum             | 5/5           |
| Your Sinclair            | Spectrum             | 9/10          |
| Your Computer            | Amstrad CPC/Spectrum | 4/5           |
| Zzap!                    | Spectrum             | 91%           |
| Amstrad Action           | Amstrad CPC          | 93%           |
| Amstrad Action           | Amstrad PCW          | 94%           |
| Amstar                   | Amstrad CPC          | 14/20         |
| Aktueller Software Markt | Amstrad CPC/Spectrum | 39/48 (somma) |
| Tilt                     | Amstrad CPC          | 17/24 (somma) |
| Tilt                     | Spectrum             | 6/6           |

Batman ottenne di solito giudizi molto positivi dalla critica dei suoi tempi, almeno nelle versioni più note (Amstrad CPC e ZX Spectrum).
Per quanto riguarda le riviste britanniche di giochi per computer di quel periodo, alla versione Spectrum Crash diede un punteggio di 93%, Your Sinclair 9/10 e Sinclair User cinque stelle, valutandolo come un "classico". L'italiana Zzap! diede 91% alla versione Spectrum definendola "lo stato dell'arte negli arcade/adventure". La spagnola MicroHobby fu molto entusiasta della versione Spectrum, in modo particolare della bellezza e qualità della grafica, alla quale assegnò un 10/10.
Amstrad Action diede un giudizio complessivo di ben 93% alla versione Amstrad CPC e 94% all'Amstrad PCW. Ancora nel 1989, tre anni dopo l'uscita, Amstar dava 14/20 alla versione CPC, anche se la grafica appariva ormai datata.
In retrospettiva, la rivista Retro Gamer ricorda Batman come un ottimo titolo in tutte le sue versioni, grazie a gameplay ben bilanciato, aspetto fulgido e rompicapo intelligenti.

## Eredità
Batman fu la prima avventura isometrica dello sviluppatore Jon Ritman, e la prima di molte volte in cui fece squadra con il grafico Bernie Drummond. In particolare Batman fu il punto di partenza per un capolavoro del suo genere, Head over Heels, realizzato dal duo l'anno successivo.
Un remake in versione freeware, chiamato Watman, venne prodotto per PC nel 2000 come videogioco in DOS. Watman venne poi convertito anche per Game Boy Advance.
Un remake amatoriale per Windows venne prodotto da Retrospec nel 2010.